# Aerosur
Aerosur (code AITA : 5L ; code OACI : RSU), nom complet en espagnol : Compania Boliviana de Transporte Aereo Privado Aerosur S.A., est une ancienne compagnie aérienne privée de Bolivie. Aerosur employait 1200 personnes. Sa plate-forme était l'aéroport international de Viru Viru, près de Santa Cruz de la Sierra.

## Histoire
AeroSur S.A. a été créée en avril 1992 comme une compagnie régionale basée à Santa Cruz de la Sierra. Son premier vol eut lieu à destination de “La Villa Imperial”, Potosí avec un avion Bimotor Metro le 24 août de la même année. Ville qu'elle ne dessert plus aujourd'hui (2008)
En 2009, une filiale est créée: Aerosur Paraguay qui relie Asuncion au Paraguay
La compagnie prévoit d'étendre ses opérations à l'Argentine, au Chili et au Brésil.
Le 31 mars 2012 la compagnie annonce la fin de ses opérations en raison de sa situation financière

### AeroTour
AeroTour est le dernier service lancé de la compagnie pour sa desserte touristique de la Bolivie, avec un appareil historique Douglas Super DC-3 transportant 30 passagers pour des vols nostalgiques.

## Flotte
La flotte d'AeroSur se composait en novembre 2011 de :
- 1 Boeing 727-200
- 2 Boeing 737-200
- 4 Boeing 737-300
- 1 Boeing 737-400
- 1 Boeing 747-400 loué de Virgin Atlantic
- 2 Boeing 767-200

## Destinations

### Vols intérieurs et internationaux
- Argentine
- Buenos Aires
- Salta
- San Miguel de Tucumán
- Bolivie
- Cobija
- Cochabamba Aeropuerto Internacional Jorge Wilstermann
- La Paz - Aeropuerto Internacional El Alto
- Puerto Suárez
- Santa Cruz de la Sierra (Hub)- Aéroport international de Viru Viru
- Santa Cruz - Aeropuerto el Trompillo
- Sucre - Juana Azurduy de Padilla
- Tarija
- Uyuni (Vol « nostalgique » touristique en DC-3)
- Brésil
- São Paulo
- Espagne
- Madrid
- États-Unis
- Miami
- Washington, D.C.
- République dominicaine
- Punta Cana
- Panama
- Panama
- Paraguay
- Asuncion
- Pérou
- Arequipa
- Cuzco
- Lima

### Compagnies partenaires pour des vols en partage de code
- Air Europa
- Air Comet
- Lloyd Aéreo Boliviano, LAB
- Taca International Airlines et sa filiale TACA Pérou

## Source
- Cet article est partiellement ou en totalité issu de l'article intitulé « Aerosur Airlines » (voir la liste des auteurs).